# RFC Seraing (167)

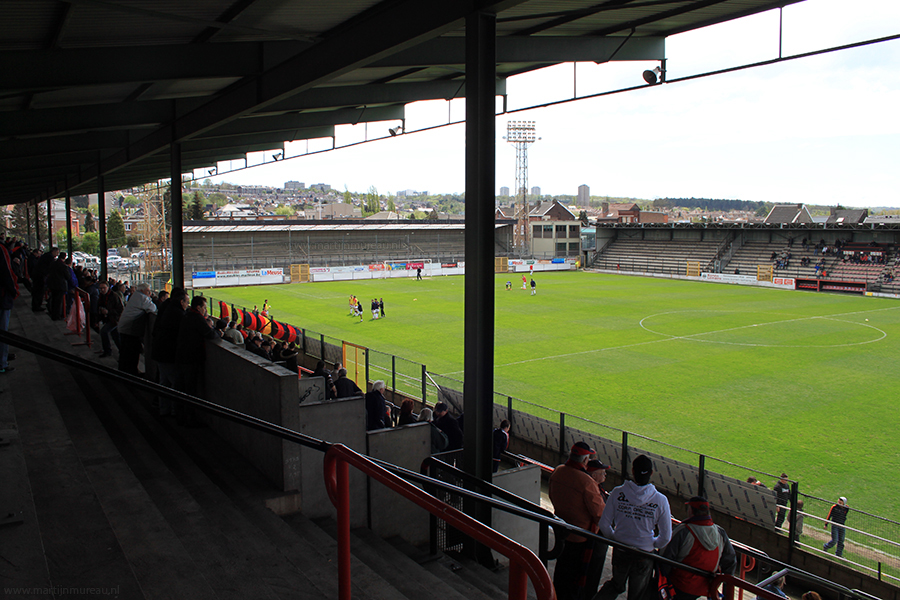
Stade du Pairay, het stadion van RFC Seraing

RFC Seraing is een Belgische voetbalclub uit Seraing. De club is bij de KBVB aangesloten met stamnummer 167 en heeft rood en zwart als clubkleuren. Sinds 2021 speelde Seraing in de Eerste klasse A, de hoogste voetbalklasse van België. Op 7 april 2023 degradeerden ze opnieuw naar de Belgische tweede klasse.
De club speelt in zijn huidige vorm sinds 2014 onder stamnummer 167, dat voorheen aan Boussu Dour Borinage behoorde, maar kent zijn wortels in RFC Sérésien, dat met stamnummer 23 speelde.

## Geschiedenis
Seraing United speelt sinds 2014 onder stamnummer 167, dat voorheen toebehoorde aan de club Boussu Dour Borinage uit het Henegouwse Boussu, maar kent zelf zijn ontstaan in het Luikse RFC Sérésien.
Bijna heel de 20ste eeuw speelde in Seraing RFC Sérésien, aangesloten met stamnummer 17. Die club speelde sinds de jaren 20 in de nationale reeksen en klom zelfs op tot in Eerste Klasse. In 1996 hield de club echter op te bestaan.
In de buurt speelde een andere oude club in de nationale reeksen, namelijk Royale Union Liégeoise (RUL). RUL was aangesloten bij de KBVB met stamnummer 23 en het grootste deel van de eeuw actief als RFC Bressoux, tot men bij een fusie in 1992 de naam RUL had aangenomen. RUL nam bij het verdwijnen van RFC Sérésien zijn intrek in de infrastructuur in Seraing, wijzigde zijn naam in Seraing RUL en zag zich dus als een opvolger van het verdwenen RFC Sérésien. In 2006 wijzigde dat Seraing RUL zelfs zijn naam in RFC Sérésien en nam dus de naam aan van de originele club met stamnummer 17 die 10 jaar daarvoor was verdwenen. In 2008 werd nog een voetbalclub genaamd FC Seraing opgeslorpt, een jonge club die was opgericht in 1996 bij het verdwijnen van het originele RFC Sérésien. Dat jonge FC Seraing zag zich ook als een opvolger van de verdwenen club, was opgeklommen tot in de nationale reeksen, maar stopte in 2008.
Sinds de verhuis naar Seraing had Seraing RUL, later RFC Sérésien, in de nationale reeksen gespeeld, maar in 2012 degradeerde men naar de Luikse Eerste Provinciale.
In 2013 werd RFC Sérésien (stamnummer 23) overgenomen door de Franse tweedeklasser FC Metz, waar Dominique D'Onofrio sportief directeur was. Men had de ambitie om zo snel mogelijk in de Belgische Tweede Klasse te spelen. De sportieve weg via promoties zou echter minstens drie seizoenen duren, dus werd gezocht naar een club in de hogere reeksen waarvan men het stamnummer zou kunnen overnemen, om zo vlugger in de hogere reeksen te kunnen aantreden.

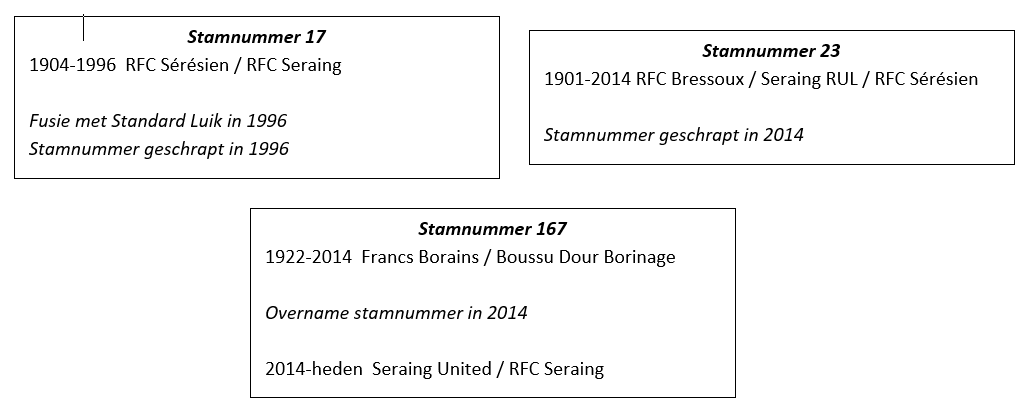
Stamnummerhandel en geschiedenis RFC Seraing

Uiteindelijk vond een oplossing bij tweedeklasser Boussu Dour Borinage. Dat was een Henegouwse club, die sinds 1922 bij de KBVB was aangesloten met stamnummer 167. De club speelde aanvankelijk als RCS Boussu-Bois; na een fusie in de jaren 80 speelde men als R. Francs Borains en sinds 2008 met de naam Boussu Dour Borinage.
De overname zou een hele ketting aan stamnummertransfers in gang zetten. Boussu Dour had immers als voorwaarde dat men zelf in de nationale reeksen een ander stamnummer vond om over te nemen, om zo niet helemaal onderaan de competitieladder te moeten herbeginnen. Dat vond men na onderhandelingen uiteindelijk in stamnummer 5192, dat sinds 2013 in handen was van het bestuur van FC Charleroi, dat ook nog eigenaar was van stamnummer 94. Sinds 2013 brachten zij onder stamnummer 5192 Charleroi Fleurus in competitie in Derde Klasse, waar men in 2014 op een degradatieplaats eindigde; onder stamnummer 94 brachten zij FC Charleroi in competitie in Vierde Klasse, waar men ook in 2014 degradeerde. Die laatsten zouden uiteindelijk verder spelen als RC Charleroi-Couillet-Fleurus onder stamnummer 94 en hun stamnummer 5192 van de hand doen aan Boussu Dour. Boussu Dour ging zo verder onder stamnummer 5192 onder de oude naam Francs Borains. Het stamnummer 167 van Boussu Dour in Tweede Klasse kwam zo beschikbaar voor Seraing. Zij gingen in Tweede Klasse spelen onder de naam Seraing United. Het stamnummer 23 van RFC Sérésien fusioneerde met het Henegouwse stamnummer 94 en werd geschrapt.
In 2015 werd de clubnaam gewijzigd in RFC Seraing, een verwijzing naar de verdwenen historische club. Men had vorig seizoen deze naam nog niet kunnen aannemen, aangezien die toen nog maar minder dan vijf jaar daarvoor door een andere club was gebruikt. In 2015 raakte de club in problemen, nadat ze een verbintenis was aangegaan met investeringsmaatschappij Doyen Sports, die via die samenwerking invloed kreeg op het transferbeleid van de club. De samenwerking leek in veel opzichten op die Doyen met FC Twente was aangegaan. Seraing kreeg van de FIFA een reprimande, een boete van 136.000 euro en een transferverbod voor vier transferperiodes. In januari 2016 werd het transferverbod door het Arrondissement Luik ongedaan gemaakt.
In het seizoen 2019/20 werd de competitie voortijdig stilgelegd vanwege de COVID-19-pandemie. Omdat KSC Lokeren, KSV Roeselare en Excelsior Virton geen proflicentie kregen en daarmee degradeerden naar de amateurklassen, mochten er meerdere ploegen met een proflicentie overgaan naar Eerste klasse B (1B). RFC Seraing was na kampioen KMSK Deinze de eerste ploeg in de eindrangschikking die een proflicentie bemachtigde, waardoor het naar 1B promoveerde. 
Het seizoen daarop eindigden de Luikenaars op de tweede plaats in de eindrangschikking achter kampioen Union Sint-Gillis. In de barragewedstrijden tegen Waasland-Beveren was men over twee wedstrijden de betere (1-1 thuis, 2-5 uit), waardoor RFC Seraing na 25 jaar opnieuw in Eerste klasse A (1A) zou uitkomen. In twee seizoenen lukte het de Métallos om van de amateurreeksen naar de hoogste klasse te promoveren. De rood-zwarten eindigden in het seizoen 2021/22 op de zeventiende plaats, maar wist zich te handhaven door ook deze keer de barrages te winnen, dit keer tegen RWDM (0-1 uit, 0-0 thuis). Dat seizoen won het overigens een Luikse derby met 0-1 van Standard op Sclessin, na eerder thuis de derby met eveneens 0-1 verloren te hadden.
In het seizoen 2022/2023 komt er op 7 april 2023 een einde aan RFC Seraing in de hoogste klasse van de Belgische voetbalcompetitie. Het verliest met 2-0 op het veld van Club Brugge en degradeert hierdoor op 2 speeldagen voor het einde van de reguliere competitie terug naar de Challenger Pro League.
In het seizoen 2023/2024 degradeert RFC Seraing opnieuw na een 1-2 verlies tegen KMSK Deinze op de slotspeeldag, maar werd nadien gered door het faillissement van KV Oostende, waardoor de ploeg toch in 1B mocht blijven.

## Resultaten
| Seizoen | Klasse | Klasse | Klasse | Klasse | Klasse | Reeks                                                    | Punten                                                   | Opmerkingen                                                                                             |
| | I      | I      | II     | III    | IV     |                                                          |                                                          | |
| --- | ------ | ------ | ------ | ------ | ------ | -------------------------------------------------------- | -------------------------------------------------------- | --- |
| Als Seraing United (stamnummer is voortzetting van Boussu Dour Borinage, club is opvolger van RFC Sérésien (23)) |        |        |        |        |        |                                                          |                                                          | |
| 2014/15 |        |        | 4      |        |        | Tweede Klasse                                            | 61                                                       | |
| Als RFC Seraing                                                                                                  |        |        |        |        |        |                                                          |                                                          | |
| 2015/16 |        |        | 11     |        |        | Tweede Klasse                                            | 44                                                       | |
| | 1A     | 1B     | 1Am    | 2Am    | 3Am    | Vanaf 2016-17 zijn er 3 nationale en 2 regionale niveaus | Vanaf 2016-17 zijn er 3 nationale en 2 regionale niveaus | Vanaf 2016-17 zijn er 3 nationale en 2 regionale niveaus                                                |
| 2016/17 |        |        | 7      |        |        | Eerste klasse Am.                                        | 48                                                       | |
| 2017/18 |        |        | 5      |        |        | Eerste klasse Am.                                        | 48                                                       | |
| 2018/19 |        |        | 7      |        |        | Eerste klasse Am.                                        | 41                                                       | |
| 2019/20 |        |        | 3      |        |        | Eerste klasse Am.                                        | 40                                                       | Vroegtijdig stopgezet wegens de coronacrisis, promotie vanwege de licentieweigering aan drie profclubs. |
| 2020/21 |        | 2      |        |        |        | Eerste klasse B                                          | 52                                                       | Promotie naar 1A na winst in barrages tegen Waasland-Beveren.                                           |
| 2021/22 | 17     |        |        |        |        | Eerste klasse A                                          | 28                                                       | Handhaving na winst in barrages tegen RWDM.                                                             |
| 2022/23 | 18     |        |        |        |        | Eerste klasse A                                          | 20                                                       | Degradatie                                                                                              |
| 2023/24 |        | 15     |        |        |        | Eerste klasse B                                          | 28                                                       | Degradatie werd vermeden door het faillissement van KV Oostende.                                        |
| 2024/25 |        | 14     |        |        |        | Eerste klasse B                                          | 19                                                       | |

## Trainers
- 2014-2015  Arnauld Mercier
- 2015-2016  Alex Czerniatynski,  Stéphane Guidi,  Henri Depireux,  Stéphane Guidi,  Dražen Brnčić,  José Jeunechamps
- 2016-2017  José Jeunechamps,  Patrick Tamburrini,  Christophe Grégoire
- 2017-2018  Christophe Grégoire
- 2018-2019  Christophe Grégoire
- 2019-2020  Christophe Grégoire,  Emilio Ferrera
- 2020-2021  Emilio Ferrera
- 2021-2022  Jordi Condom,  Jean-Louis Garcia
- 2022-2023  José Jeunechamps,  Jean-Sébastien Legros
- 2023-2024  Grégory Proment,  Mbaye Leye